# Người khổng lồ Cardiff

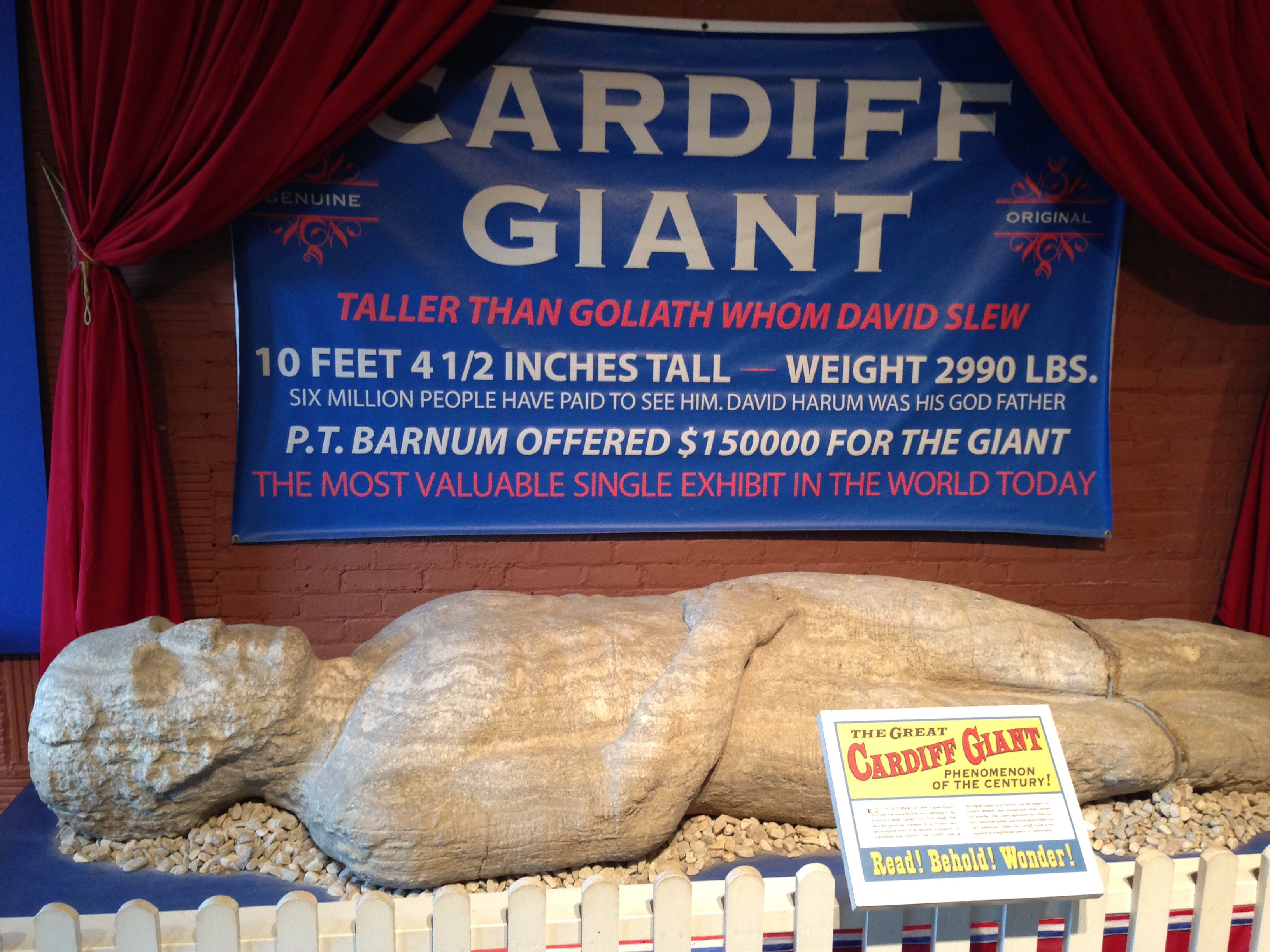
Người khổng lồ Cardiff trong bảo tàng

Người khổng lồ Cardiff (Cardiff Giant) là một trong những trò lừa đảo nổi tiếng nhất trong lịch sử khảo cổ học Hoa Kỳ. Đó là một "người đàn ông hóa đá" cao 3,0 m (10-foot) được các công nhân đào giếng phát hiện ngày 16/10/1869, ở phía sau nhà kho của William C. "Stub" Newell ở Cardiff, New York.
Cả bản chính, và một bản sao không phép do P.T. Barnum thực hiện vẫn đang được trưng bày.

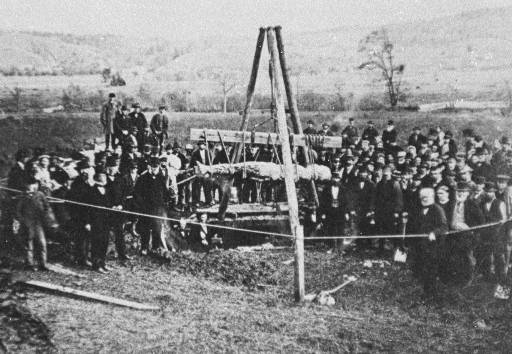
Khai quật người khổng lồ Cardiff tháng 10/1869

## Sáng tác và phát hiện
Người khổng lồ là sáng tác của một người bán thuốc lá New York tên là George Hull. Là một người vô thần ông đã quyết định tạo ra bức tượng sau một cuộc tranh cãi tại một cuộc gặp gỡ "phục hưng Giám Lý" (Methodist revival meeting) về Sáng thế ký 6:4 nói rằng có những người khổng lồ đã từng sống trên trái đất .
George Hull không phải là người đầu tiên đưa ý tưởng về một người đàn ông hóa đá, mà là năm 1858, tờ báo Alta California đã công bố một bức thư giả tuyên bố rằng một "người thăm dò" (Prospector) đã bị hóa đá khi ông ta uống phải một chất lỏng trong một hốc tinh (geode). Một số tờ báo khác cũng có những câu chuyện được công bố về người được cho là hóa đá .
Hull đã thuê người cắt ra một khối thạch cao dài 3,2 m (10-foot-4,5-inch) tại Fort Dodge, Iowa, nói với họ rằng nó được dành cho một đài tưởng niệm Abraham Lincoln ở New York. Ông vận chuyển khối đó đến Chicago, rồi ông thuê Edward Burghardt, một thợ đá người Đức, khắc vào nó hình dáng một người đàn ông và ông này phải thề rằng giữ bí mật.
Rất nhiều vết bẩn khác nhau và axit được sử dụng để làm cho người khổng lồ thể hiện là đã cũ và đã bị phong hóa. Bề mặt da của người khổng lồ thì bị đánh bằng kim thép để mô phỏng các lỗ chân lông. Tháng 11 năm 1868, Hull vận chuyển người khổng lồ bằng đường sắt đến trang trại của William Newell, người em họ của mình. Dành cho việc đánh lừa này ông đã tiêu hết 2600$, tức gần 45.000$ theo giá đô la năm 2013 (điều chỉnh theo lạm phát) .
Gần một năm sau, William Newell thuê Gideon Emmons và Henry Nichols, bề ngoài là để đào một cái giếng, và vào ngày 16 tháng 10 năm 1869 họ đã tìm thấy người khổng lồ. Một trong những người đàn ông được báo cáo là đã kêu lên: "Tôi tuyên bố, một số người già da đỏ đã được chôn cất ở đây!"

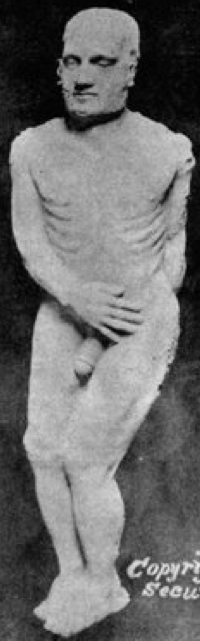
Người khổng lồ Cardiff trưng bày tại Bastable ở Syracuse, New York cỡ năm 1869.

## Triển lãm và các trò gian lận
Newell dựng lều triển lãm và thu tiền tham quan, giá lượt là 25 cent sau đó nâng lên 50 cent.
Các học giả khảo cổ học lên tiếng rằng người khổng lồ là đồ giả mạo. Một số nhà địa chất thậm chí còn nói rằng không có mục đích chính đáng nào để cố gắng đào một cái giếng ở vị trí tìm thấy người khổng lồ đó. Nhà cổ sinh vật học Othniel C. Marsh của Đại học Yale gọi nó là một "trò lừa dối quyết định nhất" (a most decided humbug). Tuy nhiên một số nhà thần học và truyền giáo thì lại bảo vệ tính xác thực của nó .
Sau đó Hull đã bán đồ sinh lãi của mình với 23.000 $ (tương đương 430.000 $ theo giá $ năm 2016) cho một tổ hợp của năm người đàn ông đứng đầu là David Hannum. Họ di chuyển nó đến Syracuse, New York để triển lãm. Gã khổng lồ thu hút đám đông như vậy nên ông bầu xiếc P.T. Barnum đề nghị thuê với giá 50.000 $. Khi tổ hợp hạ người khổng lồ xuống, Barnum thuê một người đàn ông bí mật dựng mô hình người khổng lồ bằng sáp và từ đó tạo ra một bản sao thạch cao. Ông đặt người khổng lồ của mình trưng bày tại New York, tuyên bố rằng của ông là người khổng lồ thật sự, còn người Cardiff là đồ giả.
Hannum đâm đơn kiện P.T. Barnum vì gọi người khổng lồ của mình là đồ giả. Ngày 02/02/1870 cả hai gã khổng lồ được đưa ra phân định đồ giả ở tòa án. Các thẩm phán phán quyết rằng Barnum không thể bị kiện vì gọi một người khổng lồ giả là đồ giả.
Từ năm 1947, gã khổng lồ thuộc sở hữu của Bảo tàng Chủ trang trại (Farmers' Museum) ở Cooperstown, New York, và hiện vẫn đang được trưng bày.

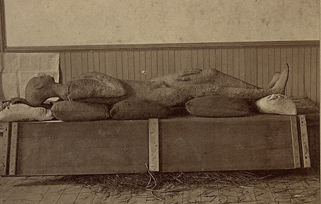
Người hóa đá Muldoon.

## Các vụ bắt chước
Người khổng lồ Cardiff là cảm hứng cho một số trò lừa đảo tương tự.

### Người hóa đá Muldoon
Năm 1876 một người hóa đá rắn được đào lên ở đồi Muldoon, Beulah, Colorado, được gọi là Solid Muldoon. Nó được trưng bày với vé xem là 50 cent.
Có tin đồn rằng P.T. Barnum đã đề nghị mua nó với 20.000$. Một chủ nhân sau đó tiết lộ rằng đây cũng là một sáng tác của George Hull, được hỗ trợ bởi Willian Conant.
Solid Muldoon được làm bằng đất sét, xương đất, thịt, bụi đá và thạch cao .

### Người hóa đá Taughannock
Năm 1877 chủ khách sạn Taughannock House ở hồ Cayuga, New York, đã thuê người tạo ra một người đàn ông hóa đá giả và chôn nó ở nơi mở rộng khách sạn, mà những người lao động sẽ đào và thấy nó.
Nhưng sau đó khi say rượu một người đàn ông tham gia chôn gã khổng lồ đã tiết lộ sự thật.

### Người hóa đá McGinty
Năm 1892 Jefferson "Soapy" Smith (Smith Xà phòng), người cai trị de facto thị trấn Creede, Colorado, mua một người đàn ông hóa đá với giá 3000 $ và trưng bày nó với giá 10 cent cho một lượt ngó (peek).
Smith đặt tên cho nó là "McGinty". Tuy nhiên lợi nhuận thực không đến từ trưng bày, mà từ tiêu khiển của đám đông khi họ chờ đợi xem, chẳng hạn trò "shell game". Ông cũng hưởng lợi bằng cách bán quyền lợi trong triển lãm.
Đây là một cơ thể con người thực sự, cố ý tiêm hóa chất để bảo quản và hóa rắn. Soapy Smith trưng bày "McGinty" trong năm 1892-1895 suốt ở Colorado và phía Tây Bắc Hoa Kỳ .

### Người hóa đá Missouri
Năm 1897, một người đàn ông hóa đá tìm thấy ở phía hạ lưu sông Missouri gần Fort Benton, Montana, được nhà tổ chức tuyên bố là di hài của cựu thống đốc vùng và viên tướng trong Nội chiến Hoa Kỳ Thomas Francis Meagher, người đã chết đuối ở sông Missouri năm 1867.
Người đàn ông hóa đá đã được trưng bày ở Montana như là vật mới lạ, và thậm chí cũng trưng bày tại New York và Chicago.

## Văn hóa đại chúng
- Năm 1870, Mark Twain đã viết "A Ghost Story" (Chuyện bóng ma) về những bóng ma của Cardiff xuất hiện trong phòng khách sạn ở Manhattan để yêu cầu ông được cải táng. Người khổng lồ đang rất bối rối, bị ám ảnh bởi bản sao thạch cao Barnum của mình.
- Năm 1871, L. Frank Baum xuất bản một bài thơ có tựa đề "Nguồn gốc thật của Cardiff khổng lồ" trong tờ báo riêng của mình, The Rose Lawn Home Journal, vol. 1, #3.
- Nghệ sĩ xiếc George Auger của Ringling Brothers circus, sử dụng nghệ danh "Cardiff Giant". Năm 1923 ông đã tham gia bộ phim hài của Harold Lloyd "Tại sao lo lắng?" (Why Worry?), nhưng đã chết ngay khi phim khởi quay, làm dấy lên cuộc tìm kiếm người thay thế trên toàn quốc.
- Hình ảnh Cardiff Giant trong "Câu chuyện bí ẩn 49 của Nancy Drew", "The Secret of Mirror Bay" (1972), đặt ở Hồ Otsego gần Cooperstown. Nancy Drew và các bạn bè đã đến thăm người khổng lồ tại Bảo tàng Chủ trang trại (Farmers' Museum).
- Các tập phim "Giant" của bộ phim truyền hình "Ngăn chặn và bắt đám cháy" (Halt and Catch Fire) tham khảo rất nhiều từ Cardiff Giant, và làm tên đặt cho dàn máy tính thực hiện bộ phim.
- Trong phim 2001 Made, các nhân vật sử dụng các từ mã "Cardiff Giant" như một khẩu hiệu, và tại các điểm khác nhau để cố gắng, nhưng không thành công, để được nhận vào câu lạc bộ đêm.
- Năm 2012, ban nhạc indie rock mewithoutYou thu âm ca khúc "Cardiff Giant" trong album thứ năm của họ, Ten Stories.

Những phát hiện xương và các di tích khác của "người khổng lồ" hiện vẫn làm bận tâm các phương tiện truyền thông ở Mỹ, như "Tìm kiếm người khổng lồ" , hay chương trình truyền hình Finding Bigfoot (Tìm kiếm người chân to) của kênh Animal Planet .